# 김병량
김병량(1936년 4월 6일 ~ 2015년 2월 25일)은 대한민국의 정치인이다. 제16대 성남시장을 역임했다.

## 역대 선거 결과
|  | 36.68% |

|  | 47.96% |

|  | 38.57% |